# Ministerium für Energie (Israel)
Das israelische Ministerium für Energie (hebräisch מִשְׂרָד האֶנֶרְגְּיָה Misrad HaEnergjia) wurde im Jahre 1977 gegründet. Dienstsitz ist Jerusalem. Derzeitiger Minister ist Eli Cohen (Likud).

## Geschichte
Für die nationale Infrastruktur war bis 1974 das Ministerium für Entwicklung zuständig. Nach dessen Auflösung wurde der Bereich der Infrastruktur von anderen Ressorts mitbetreut.
1977 wurde das Ministerium während der Regierung von Menachem Begin als Ministerium für Energie und Infrastruktur (hebräisch מִשְׂרָד האֶנֶרְגְּיָה והתַּשְׁתִּית, translit. Misrad HaEnergjia weHaTaschtit) neugegründet. Während der Regierung Jitzchak Rabins hatte das Ministerium eine Doppelspitze mit Amnon Rubinstein und Mosche Schachal.
Nach der Regierungsbildung 1996 von Benjamin Netanjahu wurde das Ministerium umbenannt in Ministerium für nationale Infrastruktur (hebräisch מִשְׂרָד התַּשְׁתִּיּוּת הלְאֻמִּיּוּת, translit. Misrad HaTaschtijut HaLe'umijut). Im Kabinett von Ariel Scharon wurde die bisher einzige stellvertretende Ministerin, Naomi Blumenthal, ernannt. Bei der Regierungsbildung 2009 wurde es umbenannt in Ministerium für Energie und Wasser (hebräisch שר האנרגיה והמים). Bei der Regierungsbildung 2013 wurde es in Ministerium für Energie- und Wasserversorgung (hebräisch מִשְׂרָד האֶנֶרְגְּיָה והמים, translit. Misrad HaEnergjia weHaMajim). Seit dem Kabinett Bennett-Lapid trägt es seinen heutigen Namen.

## Liste der Minister
| Minister                                                 | Partei                                 | Regierung                              | Amtsdauer                              |
| Minister für Energie und Infrastruktur                   | Minister für Energie und Infrastruktur | Minister für Energie und Infrastruktur | Minister für Energie und Infrastruktur |
| -------------------------------------------------------- | -------------------------------------- | -------------------------------------- | -------------------------------------- |
| Jitzchak Modai                                           | Likud                                  | 18.                                    | 20. Juni 1977 – 5. Aug. 1981           |
| Yitzhak Berman                                           | Likud                                  | 19.                                    | 5. Aug. 1981 – 30. Sep. 1982           |
| Jitzchak Modai                                           | Likud                                  | 19., 20.                               | 19. Okt. 1982 – 13. Sep. 1984          |
| Mosche Schachal                                          | HaMa’arach                             | 21., 22., 23.                          | 13. Sep. 1984 – 15. März 1990          |
| Juval Ne’eman                                            | Techija                                | 24.                                    | 11. Juni 1990 – 21. Jan. 1992          |
| Amnon Rubinstein                                         | Meretz-Jachad                          | 25.                                    | 13. Juli 1992 – 7. Juni 1993           |
| Mosche Schachal                                          | HaMa’arach                             | 25.                                    | 13. Juli 1992 – 9. Jan. 1995           |
| Gonen Segev                                              | Ji’ud                                  | 25., 26.                               | 9. Jan. 1995 – 18. Juni 1996           |
| Minister für nationale Infrastruktur                     |                                        |                                        |                                        |
| Jitzchak Levy                                            | Nationalreligiöse Partei               | 27.                                    | 18. Juni 1996 – 8. Juli 1996           |
| Ariel Scharon                                            | Likud                                  | 27.                                    | 8. Juli 1996 – 6. Juli 1999            |
| Elijahu Suissa                                           | Schas                                  | 28.                                    | 6. Juli 1999 – 11. Juli 2000           |
| Avraham Schochat                                         | Jisrael Achat                          | 28.                                    | 11. Okt. 2000 – 7. März 2001           |
| Avigdor Lieberman                                        | Jisra’el Beitenu                       | 29.                                    | 7. März 2001 – 14. März 2002           |
| Ephraim Eitam                                            | Nationalreligiöse Partei               | 29.                                    | 18. Sep. 2002 – 28. Feb. 2003          |
| Josef Paritzky                                           | Schinui                                | 30.                                    | 28. Feb. 2003 – 13. Juli 2004          |
| Eli’ezer Sandberg                                        | Schinui                                | 30.                                    | 19. Juli 2004 – 4. Dez. 2004           |
| Benjamin Ben Eliezer                                     | Awoda                                  | 30.                                    | 10. Jan. 2005 – 23. Nov. 2005          |
| Roni Bar-On                                              | Kadima                                 | 30.                                    | 18. Jan. 2006 – 4. Mai 2006            |
| Benjamin Ben Eliezer                                     | Awoda                                  | 31.                                    | 4. Mai 2006 – 31. März 2009            |
| Minister für Energie und Wasser                          |                                        |                                        |                                        |
| Uzi Landau                                               | Jisra’el Beitenu                       | 32.                                    | 31. März 2009 – 18. März 2013          |
| Minister für Energie- und Wasserversorgung               |                                        |                                        |                                        |
| Silvan Schalom                                           | Likud                                  | 33.                                    | 18. März 2013 – 14. Mai 2015           |
| Yuval Steinitz                                           | Likud                                  | 34., 35.                               | 14. Mai 2015 – 13. Juni 2021           |
| Karine Elharrar                                          | Jesch Atid                             | 36.                                    | 13. Juni 2021 – 29. Dezember 2022      |
| Minister für nationale Infrastruktur, Energie und Wasser |                                        |                                        |                                        |
| Israel Katz                                              | Likud                                  | 37.                                    | 29. Dezember 2022 – 1. Januar 2024     |
| Eli Cohen                                                | Likud                                  | 37.                                    | 1. Januar 2024 – amtierend             |